# پیتسبرگ استیلرز

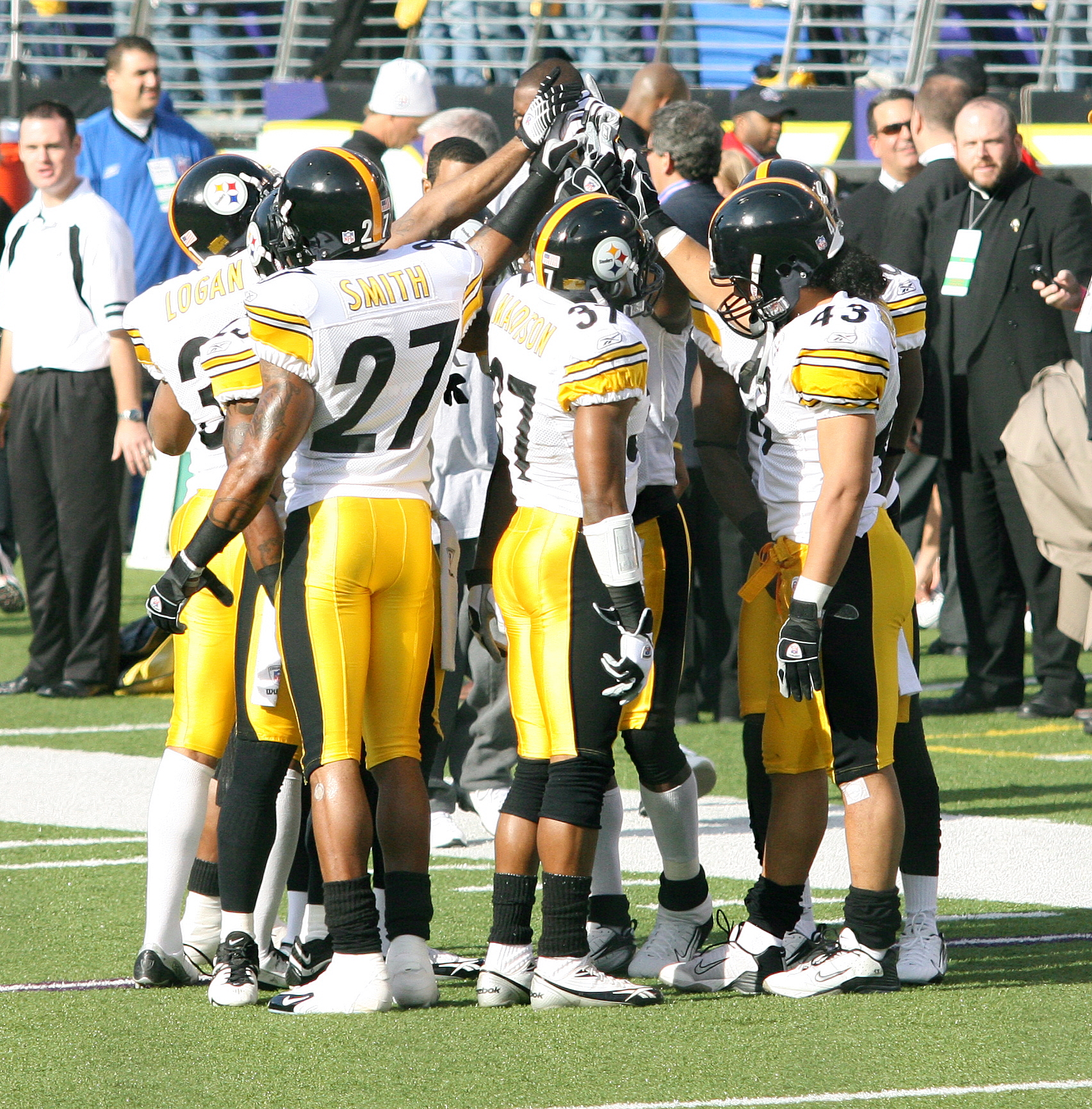

تیم فوتبال آمریکایی پیتسبرگ استیلرز (به انگلیسی: Pittsburgh Steelers) متعلق به شهر پیتسبرگ در ایالت پنسیلوانیا است.
این تیم عضو لیگ ملی فوتبال آمریکا و متعلق به تقسیم‌بندی شمالی همایش فوتبال آمریکایی (به انگلیسی: American Football Conference) است. ورزشگاه خانهٔ این تیم ورزشگاه هاینز (به انگلیسی: Heinz Field) نام دارد.

## تاریخچه
تیم فوتبال آمریکایی پیتسبرگ استیلرز در ۸ ژوئیه ۱۹۳۳ توسط آرتور جوزف رونی (به انگلیسی: Arthur Joseph Rooney) بنیانگذاری شد. این تیم در ابتدا همچون تیم بیس بال این شهر پیتسبرگ پایرتز دزدان دریایی پیتسبرگ (به انگلیسی: Pittsburgh Pirates) نامگذاری شد، ولی در سال ۱۹۴۰ نام این تیم رسماً به پیتسبرگ استیلرز تغییر یافت. به افتخار پرچم پیتسبرگ، رنگ یونیفرم بازیکنان این تیم مشکی و طلایی است.

## قهرمانی سوپربول
این تیم تاکنون ۶ بار عنوان قهرمانی سوپربول را از آن خود کرده‌است و تنها تیمی است که در دو نوبت در دو سال پیاپی این عنوان را به خود اختصاص داده. 
جزئیات این عناوین قهرمانی عبارتند از:
- سوپربول نهم، ۱۲ ژانویه ۱۹۷۵، مکان برگزاری: نیواورلئان، لوئیزیانا، نتیجه: استیلرز ۱۶ – مینه‌سوتا وایکینگز ۶
- سوپربول دهم، ۱۸ ژانویه ۱۹۷۶، مکان برگزاری: میامی، فلوریدا، نتیجه: استیلرز ۲۱ – دالاس کاوبویز ۱۷
- سوپربول سیزدهم، ۲۱ ژانویه ۱۹۷۹، مکان برگزاری: میامی، فلوریدا، نتیجه: استیلرز ۳۵ – دالاس کاوبویز ۳۱
- سوپربول چهاردهم، ۲۰ ژانویه ۱۹۸۰، مکان برگزاری: پاسادنا، کالیفرنیا، نتیجه: استیلرز ۳۱ – لس آنجلس رمز ۱۹
- سوپربول چهلم، ۵ فوریه ۲۰۰۶، مکان برگزاری: دیترویت، میشیگان، نتیجه: استیلرز ۲۱ - سیتل سیهاوکز ۱۰
- سوپربول چهل و سوم، ۱ فوریه ۲۰۰۹، مکان برگزاری: تامپا، فلوریدا، نتیجه: استیلرز ۲۷ - آریزونا کاردینالز ۲۳

## اعضاء تیم
از میان ایرانیان آمریکا که زمانی برای این تیم بازی کرده‌اند، می‌توان به شهریار پوردانش اشاره کرد.

## وب‌گاه رسمی
- وبگاه رسمی تیم